# Abdelkader Zoukh
Abdelkader Zoukh, né le 15 novembre 1949 à Ouargla, est un ancien wali dans l'administration publique en Algérie.
Après le Hirak, il est emprisonné puis condamné à un total de douze ans de prison.

## Biographie
Il est né le 15 novembre 1949 à Ouargla.
Il est nommé wali de la ville d'Alger le 24 octobre 2013 sous l'ère Bouteflika. Accusé de corruption par plusieurs personnalités, il est limogé du poste de wali le 22 avril 2019, dans le cadre des manifestations de masse que subit le système algérien depuis 2 mois. Son limogeage est annoncé par la télévision quelques heures après l’effondrement d’un immeuble dans la basse Casbah, ayant causé la mort de 5 victimes.
Le 26 mai 2019, dans le contexte des manifestations de 2019 en Algérie, il est renvoyé devant la Cour suprême.
Le 6 juin 2019 il est officiellement mis à la retraite à la suite d'un décret présidentiel et est remplacé par Abdelhalek Sayouda. Le 17 juin 2019, dans le cadre de plusieurs affaires de corruption, il est placé sous contrôle judiciaire. 
Le 8 décembre 2020, il est condamné à 5 ans de prison pour « octroi de privilèges » à la famille de Abdelghani Hamel, et à 4 ans de prison  dans une autre affaire similaire relative à la famille Mahieddine Tahkout. 
Le 29 décembre 2020, il est condamné à 4 ans de prison ferme,  poursuivi pour « octroi d'indus avantages et abus de fonction en faveur de Ali Haddad ». 
A l'issue d'un nouveau procès, le 29 décembre 2021, la peine de 4 ans dans l'affaire liée à Abdelghani Hamel est ramenée à 1 an de prison, la peine de 4 ans liée à l'affaire Ali Haddad est ramenée à 3 ans de prison ferme, et la peine de 4 ans est ramenée à 3 ans de prison ferme (et 2 ans avec sursis) dans l'affaire liée à Mahieddine Tahkout.
Dans une quatrième affaire il est condamné le 5 mai 2022 à deux ans de prison dans une affaire de corruption relative à l'octroi d’indus privilèges à un tiers, le groupe privé Ennahar.
Le 26 janvier 2023, il est condamné à 3 ans de prison ferme,  à 200 000 DA d'amende dans l'affaire du fils du général Ghali Belkecir.

## Études
Il est diplômé de l'École nationale d'administration (ENA) en 1982.  . 

## Fonctions
| N° | Fonction              | Début             | Fin               |
| -- | --------------------- | ----------------- | ----------------- |
| 1  | Wali de M'sila        | 21 août 1991      | 1996              |
| 2  | Wali d'Aïn Témouchent | 1996              | 22 août 1999      |
| 3  | Wali de Mostaganem    | 22 août 1999      | 17 août 2004      |
| 4  | Wali d'Oran           | 17 août 2004      | 11 août 2005      |
| 5  | Wali de Médéa         | 11 août 2005      | 30 septembre 2010 |
| 6  | Wali de Sétif         | 30 septembre 2010 | 24 octobre 2013   |
| 7  | Wali d'Alger          | 24 octobre 2013   | 22 avril 2019     |